# II. Szergiusz pápa
II. Szergiusz (latinul: Sergius), (785/795 – 847. január 27.) néven állhatott az egyház élére a történelem 103. pápája 844. január 25-től. Pontifikátusáról a Liber Pontificalis különböző kiadásaiban másképp tudósít. De az bizonyos, hogy hároméves uralkodása alatt Róma fenntartása volt az egyik legnagyobb feladata a meggyengült császár és a kalóz szaracénok támadása között.

## Élete
Római nemes családból származott, amely korábban már két pápát is adott a keresztény világnak. A schola cantorumban tanult, majd a papi pályán tehetsége és vallásossága miatt több egyházfő is támogatta. I. Paszkál pápa a Szent Márton és Szilveszter-templom bíborosának szentelte fel, majd IV. Gergely archipresbiternek nevezte ki. Amikor elődje meghalt, a római zsinaton az összegyűlt köznép egy diakónust, Jánost akart a trónon látni. De a nemesség Szergiuszt támogatta. A vita hamar harccá vadult, és egy időre János elfoglalta a Lateránt. A nemesség túlereje végül győzött. Hogy a zavargásoknak véget vessenek Szergiuszt 844 januárjában sietve felszentelték.
Az ellenpápát a nemesek ki akarták végezni, de Szergiusz közbenjárására kolostorba zárták. A gyors felszentelés miatt nem kérték ki a császár véleményét az új pápáról, és ezzel felrúgták a 824-ben a császárral kötött egyezményt. Így amikor I. Lothár fülébe jutott, hogy az egyház élére egy általa nem megerősített pápa került, fiát, Ifjabb Lajost sereggel indította a szent városba. A dühödt uralkodót végül sikerült kiengesztelni, és a nemesség is segített Szergiusznak kimagyarázni az egyezmény felrúgását. Engesztelésül 844-ben a pápa Lombardia királyává koronázta II. Lajost, és hűbéresküt fogadott Lothárnak.
De Lothár birodalma pusztulóban volt, így a császár seregei nem tudtak segíteni Szergiusznak, amikor 846 augusztusában a szaracénok hajóikkal végigdúlták a félsziget déli részét, és megostromolták Ostiát és Portót is. Róma csak az erős falaknak köszönhette, hogy az arab hódítók nem fosztották ki.
Ebben az időben hatalmasodott el az egyházfőn a köszvény. Az ostrom idején mozgásképtelen lett, és a pápai teendőket testvére, Benedek albanói püspök látta el. Pontifikátusa alatt Rómában több templomot, vízvezetéket építtetett és a Lateráni palotát is felújította. 847. január 7-én halt meg. Hamvait a Szent Péter-bazilika őrzi.

## Művei
- Documenta Catholica Omnia (latin nyelven). (Hozzáférés: 2011. december 6.)